# LEW EL6
EL6 – wąskotorowa lokomotywa elektryczna produkowana w latach 1951-1978 dla kolei przemysłowych. Wyprodukowano 190 lokomotyw przemysłowych. Elektrowozy były eksploatowane przez niemieckie koleje przemysłowe.